# 图瓦历史
51°41′53″N 94°23′24″E / 51.69806°N 94.39000°E

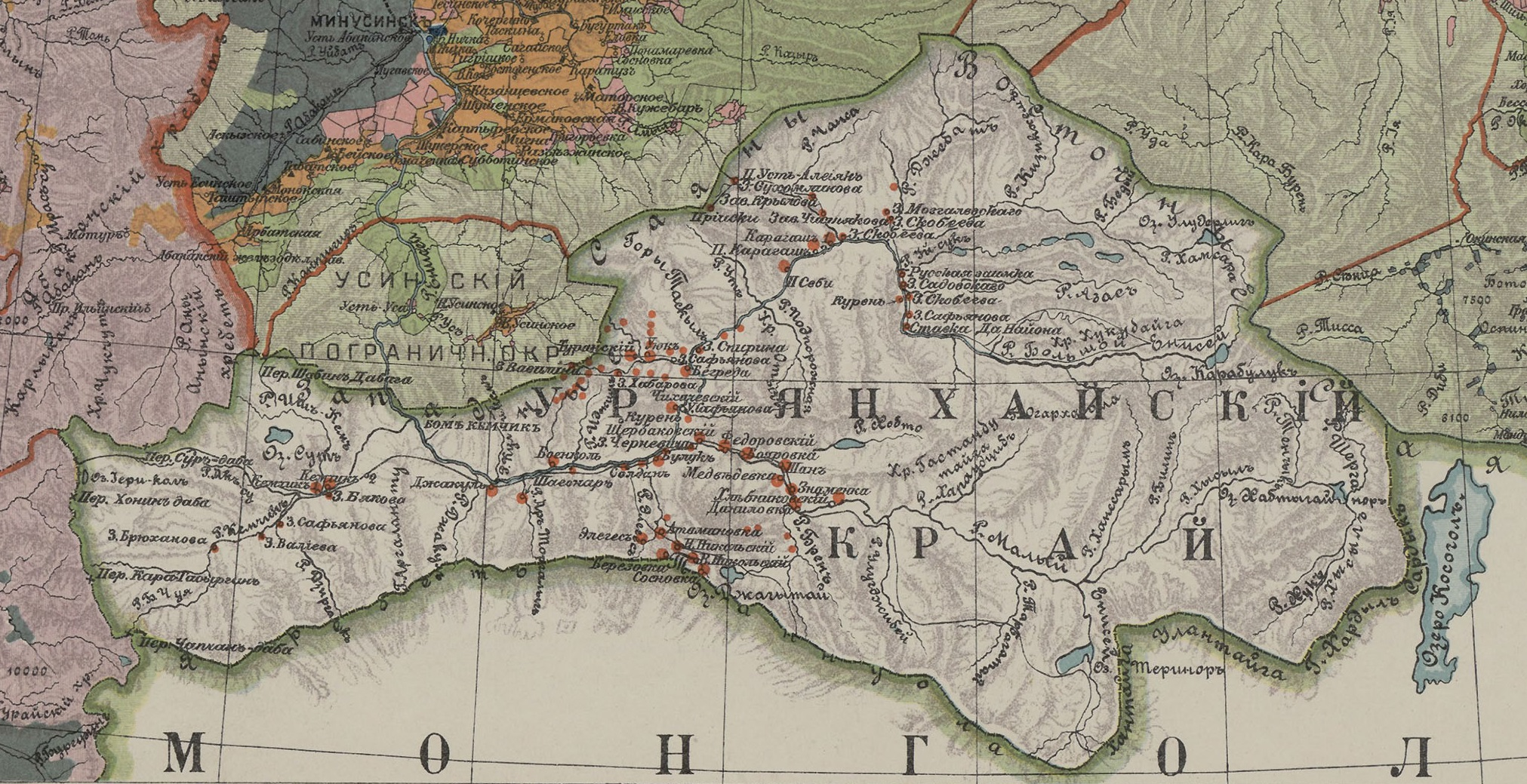
图瓦在1914年的版图

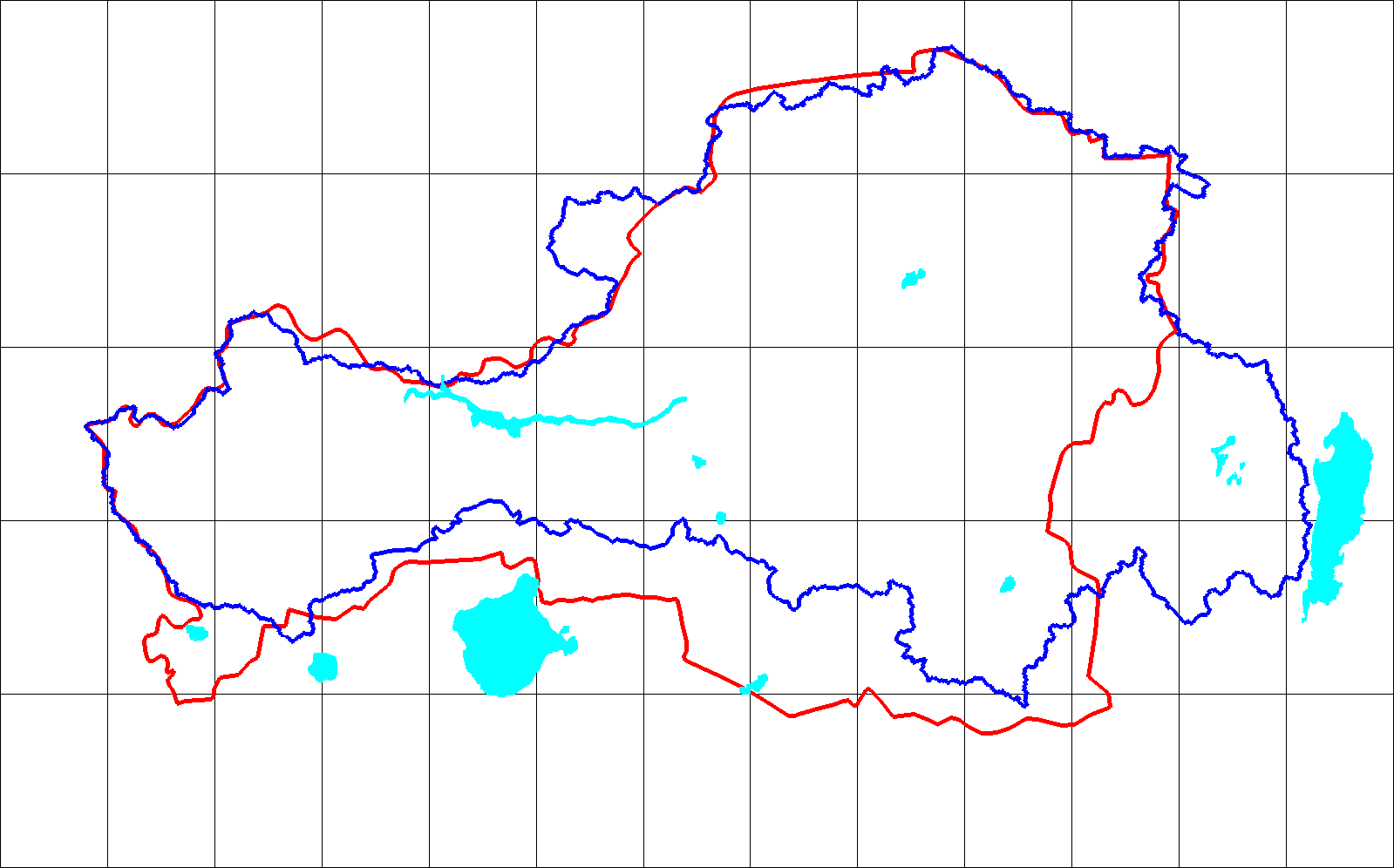
图瓦在1914年的领土边界（蓝色），图瓦在1954年的领土边界（红色）

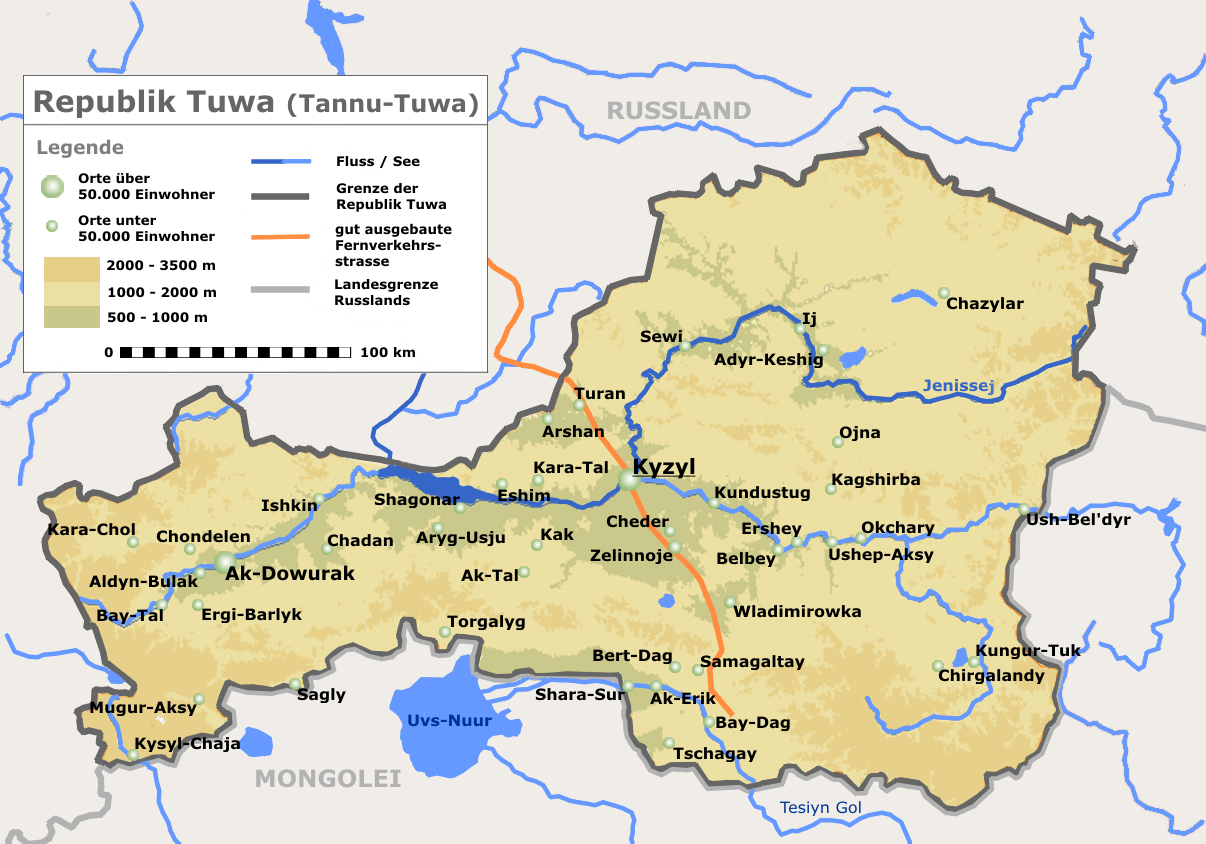
图瓦在1954年之后的版图

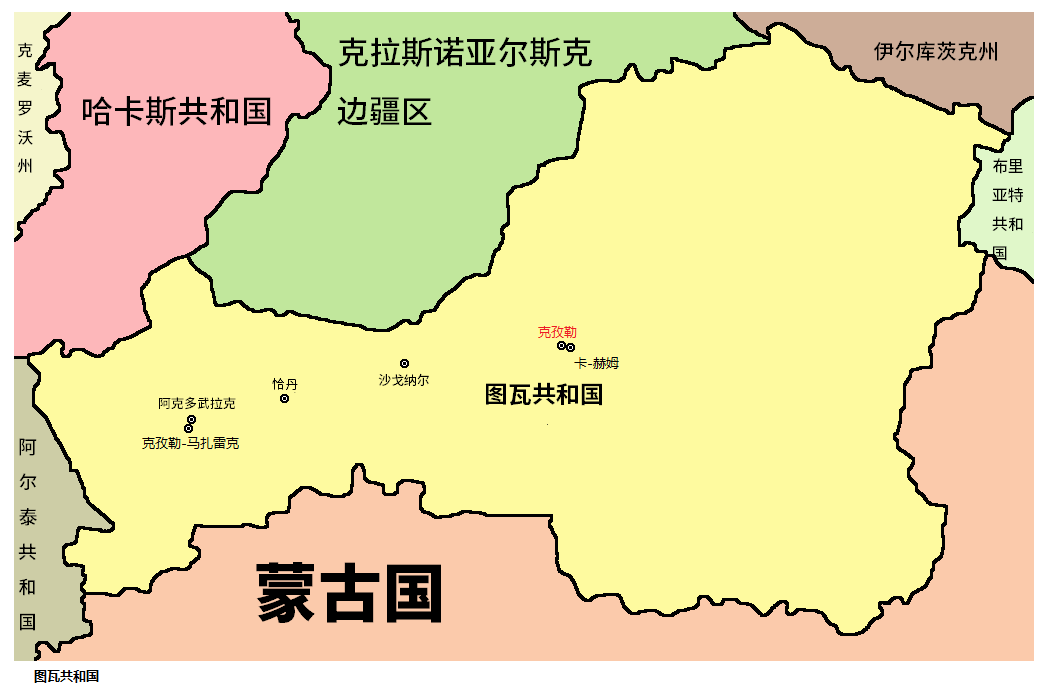
简体中文的图瓦共和国版图

現今稱為圖瓦的地區在歷史上曾被各種勢力佔領。圖瓦早期歷史的資料稀少且不清晰。考古證據顯示，早在公元前9世紀可能已經存在斯基泰人的活動。圖瓦先後相對容易地被橫掃該地區的各個帝國征服。在1207年前，該地可能由多個突厥汗國控制。此後，直到18世紀，該地由多個蒙古政權（包括元朝）統治，之後歸順於滿族建立的清朝。19世紀期間俄羅斯的緩慢殖民最終導致20世紀該地逐步被俄羅斯吞併。此後，該地先後由俄羅斯帝國與蘇聯控制，最終於1992年加入俄羅斯聯邦。在此期間，圖瓦的邊界幾乎沒有改變。

## 早期历史
在18世纪中叶之前，唐努乌梁海的书面记载非常稀少。此外，這些資料往往不區分唐努烏梁海、阿爾泰烏梁海以及阿爾泰諾爾烏梁海。總體而言，這片土地在內亞歷史中僅扮演被動角色，從一個征服者易手到另一個征服者幾乎沒有遇到太大阻力。此地曾由蒙古北部一系列突厥汗國統治；突厥人、回鶻人與吉爾吉斯人相繼出現。不過，真正的突厥化似乎始於13世紀成吉思汗崛起後，部分突厥部落逃入該地。
考古学发现现今图瓦地区存有长时间居住痕迹。墓葬的时间可以追溯到旧石器时代。考古发掘表明该地区早期属于阿凡納謝沃文化和奧庫涅夫文化。迄今考古學家所知最壯觀的斯基泰人遺跡在圖瓦北部靠近阿爾贊地區被發掘。這些遺跡可追溯至公元前7至9世紀，不僅是已知最早的斯基泰遺跡之一，也是最東端的。 在聖彼得堡修復後， 這批黃金寶藏現已陳列於克孜勒新建的國家博物館。
在约公元200年前，匈奴统治这片区域。關於匈奴民族核心成分的身份，學術界有蒙古語族與突厥語族等多種假說。當時中國史料記載該地區居住著一支名為丁零的民族。中國記載在東薩彥山一帶有一支丁零後裔部落名為「都波」，這被認為與圖瓦人有關，是關於圖瓦人的最早文字記錄。
鲜卑人击败了匈奴，之后柔然兴起。突厥汗国灭亡后，属于铁勒诸部的都播人被唐朝编入安北都护府，都播是图瓦人的祖先。
8世纪，回鹘汗国兴起，图瓦人臣服于汗国，汗国于公元840年被来自叶尼塞上游的吉尔吉斯人推翻一些回鹘人融入到图瓦社会中。由于中国史学界往往将回鹘汗国视为中国地方政权，因此部分中国史学者将此作为图瓦曾归于唐朝管辖的依据。
現今圖瓦共和國的原住民是南西伯利亞的突厥語族民族，其語言受到薩莫耶德語族與蒙古語族的強烈影響。 「圖瓦」這個名稱可能來自7世紀中國史料中記載的薩莫耶德部落「都波」或「禿波」，他們居住在葉尼塞河上游。這些人被中國人與蒙古人稱作「烏梁海」。學者普遍將這一名稱追溯至大興安嶺的烏梁海人，他們屬於女真人，因大規模遷徙而使得「烏梁海」成為自西伯利亞東部至阿爾泰山地區若干民族的稱呼。 需要注意的是，這些烏梁海人與阿爾泰烏梁海（蒙古族）、阿爾泰諾爾烏梁海（位於俄羅斯聯邦阿爾泰共和國的突厥語族）、以及庫頁烏梁海（圖瓦共和國東部的馴鹿牧民）並不相同。

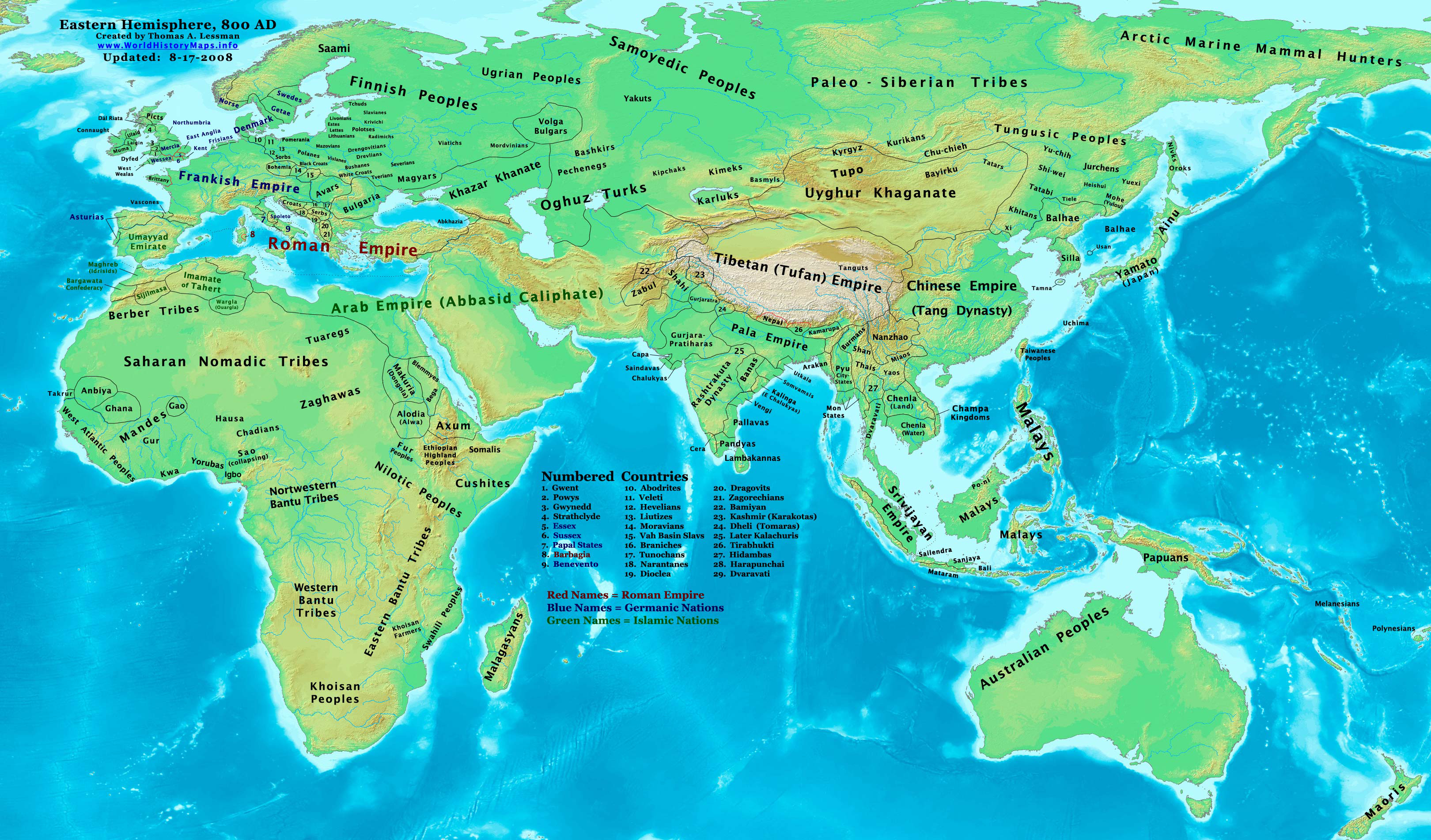
顯示回鶻汗國範圍與公元800年吉爾吉斯所在位置的地圖。

在公元8至9世紀初，圖瓦人是回鶻汗國的臣民。回鶻人在圖瓦設立多座要塞以控制當地。公元840年，葉尼塞吉爾吉斯起兵推翻回鶻汗國，吉爾吉斯人來自葉尼塞河上游。在此期間，一些回鶻人被同化進圖瓦社會。 吉爾吉斯人統治圖瓦直到13世紀。

## 蒙古統治
1207年，成吉思汗長子朮赤率領蒙古人征服圖瓦。 這標誌著蒙古宗主權在圖瓦的開始。元朝时称为秃巴思人，归属岭北行省的益兰州。圖瓦人由喀爾喀蒙古領袖舒魯伊·烏巴什的阿拉坦汗統治，直至17世紀。
由於衛拉特與喀爾喀扎薩克圖汗部落之間的戰爭不斷，喀爾喀汗國消亡。圖瓦人歸屬於衛拉特統治的準噶爾汗國。 準噶爾統治了整個薩彥－阿爾泰地區，直至1755年。北元之后，图瓦由和托輝特部统治直至17世纪。和托辉特部消失可能是和瓦剌持续的战斗。图瓦成为准噶尔的一部分。
作為唐努烏梁海一部分的圖瓦，自1207年至1757年由蒙古統治，之後歸入清朝版圖直至1911年。
在此之前，該地先後由鮮卑政權（93–234年）、柔然汗國（330–555年）、蒙古帝國（1206–1271年）、元朝（1271–1368年）、北元（1368–1691年）以及準噶爾汗國（1634–1758年）統治。

## 清朝统治
清朝在通过与准噶尔的一系列战争此地建立统治。1691 年，康熙帝在今日內蒙古的多倫諾爾接受喀爾喀的歸附，隨後在 1696 年親自率軍擊敗噶爾丹統治下的準噶爾。自此，喀爾喀蒙古人及其屬民（包括部分烏梁海人）歸入清朝統治，而準噶爾汗國則繼續控制今圖瓦一帶。1726 年，雍正帝命科托噶特部汗布威貝子與一名清朝高級官員（「辦事大臣」，amban）一同前往「向烏梁海傳達[清朝]諭旨」，以防「發生不測」。清朝對阿爾泰烏梁海及阿爾泰諾爾烏梁海的征服則要晚得多——1754 年，作為對準噶爾帝國大規模軍事行動的一部分才完成。
1757年后清廷将乌梁海人纳入统治，1762年，清设置唐努乌梁海四旗总管，总管下辖唐努旗等5旗（1764年增编1旗）、46佐领，乌里雅苏台将军定期派遣蒙古官员收取贡赋。在中俄《勘分西北界约记》的附约《乌里雅苏台界约》中，划定了唐努乌梁海西部边界，设立8个界牌。
清朝將唐努烏梁海改編為與蒙古相似的行政體系，設五個「旗」（khoshun），以及 46 或 47 個「蘇木」（sumun，「箭」之意——中俄史料對具體數字有出入）。每一旗由世襲札薩克親王治理，名義上由烏里雅蘇台的清朝駐軍總管任命。18 世紀後期，因軍功，一位旗的親王被任命為總管（蒙語：「amban-noyon」），統領其餘諸旗。
1883-1885年，克穆齐克旗地区爆发针对清朝官吏和地方领主的牧民反抗运动，起義者被民間歌謠稱為Aldan Maadyr（“六十英雄”）。起义随后遭到镇压。
唐努烏梁海（以及阿爾泰與阿爾泰諾爾烏梁海）在清朝邊疆行政體系中地位特殊。清朝律例對外蒙古、內蒙古、準噶爾和青海的貴族如何進貢、領取俸祿、參加朝覲都有嚴格規定，但對唐努烏梁海卻沒有明文。1727 年中俄《恰克圖條約》劃定邊界後，清朝在唐努烏拉山南側（將唐努烏梁海與外蒙古隔開），而非與俄羅斯接壤的薩彥嶺設置「蒙古包哨」（蒙語：ger kharuul）作為邊防。19 世紀的俄羅斯政論家與後來的蘇聯作家據此主張，圖瓦在歷史上是中俄「爭議地」。烏里雅蘇台將軍在三年一次的 24 個哨卡巡視中，從未越過唐努烏拉山進入烏梁海。若有需要處理的事務，多派幕府中的蒙古人前往，而非親自到場。此後，沒有任何高級清朝官員（除 1726 年外）踏足唐努烏梁海。當地居民若無中俄一方的國籍關係，需向中俄兩方納稅。
依清律，中國商人不得越過哨卡，該禁令直至 20 世紀初才解除。烏梁海貴族每年將毛皮貢品送到烏里雅蘇台時，才能與清軍總管交易，換取俸祿與皇帝賞賜（多為緞匹與棉布）。因此，唐努烏梁海在政治與文化上的自治程度，在清朝邊境中幾乎無可比擬。

### 俄羅斯殖民者
19 世紀，俄羅斯人開始進入圖瓦。根據 1860 年《北京條約》，清朝允許俄國人在當地居住，但須住在船上或帳篷內。1881 年起，俄國人被允許興建永久性房屋，並已形成規模可觀的社區，由俄方派員管理，負責處理糾紛、監督圖瓦首領。到 1883 年，俄國礦工達 485 人。早在 1838 年，俄國淘金者就來到西斯特格-克木河上游開採黃金。米努辛斯克的俄國商人亦隨之而來。隨後幾十年間，庫特河、奧克河、塞爾利格河以及畢-克木河、烏盧格-克木河的支流也有開採，到 1885 年共產出近 9,000 公斤黃金。俄羅斯人被圖瓦人願意為俄國製品（布料、雜貨、茶炊、刀具、煙草等）支付的價格所吸引。到 1860 年代末，唐努烏梁海已有 16 家商號。當地人以牲畜、毛皮和皮革（羊、山羊、馬、牛）支付貨款。但翻越薩彥嶺艱險異常，因此 1880–1885 年間，夏季在當地經商的俄國商人不過五十人左右。
1856 年，一群稱為「尋找白水者」的舊禮儀派教徒來到此地，尋找他們傳說中被高山密林隔絕、免受政府干預、亦無尼康派正教儀式的避難所。1860 年代，又有逃避西伯利亞刑役的人遷入，並在圖瓦北部與中部建立聚落。1878年，俄罗斯人在乌梁海东部发现了金矿，俄国商人和矿工向位于叶尼塞斯克的俄罗斯当局请求军事和警察保护。1885 年，一位商人獲伊爾庫茨克總督准許在今圖蘭地區耕種。1886年，乌辛斯克边境总监成立，代表俄罗斯在唐努乌梁海的利益，并向在乌梁海旅行的俄罗斯人发放护照，开始非正式地管理该地区俄罗斯人的税收，警务，行政和司法权。20 世紀初，當地已有約 2,000 名俄羅斯商人與移民。
1870 年代末與 1880 年代，俄羅斯勢力已開始帶有政治性。1878 年，俄國人在烏梁海東部發現金礦，引發「此地盛產財富」的傳言，並促使葉尼塞省政府接到大量淘金申請。獲准後，商人與礦工又請求軍警保護。1886 年，設立烏辛斯克邊防監督局，專責代表俄羅斯在唐努烏梁海的利益，並向來訪的俄國人發放護照。多年下來，該機構逐漸在當地非正式地治理俄國居民，代行清朝在稅收、治安、行政與司法方面的權力。俄國報紙甚至預言，唐努烏梁海終將併入俄羅斯。但沙俄政府在烏梁海行事謹慎以免刺激清朝，更傾向鼓勵移民而非直接軍事佔領。俄國人在當地興建農舍、開墾土地、築圍欄、養牲畜，而且多集中於人口稀少的北部與中部。

### 清朝的反應
清政府並非對俄羅斯的存在毫不知情。1860 年代與 1870 年代，烏里雅蘇台將軍多次向清廷報告俄國人大量湧入的情況。 在 1864 年清俄《塔城界约》談判過程中，俄方代表堅稱清朝邊界卡哨以北的所有領土應屬於俄國。此外，烏里雅蘇台將軍還拿到一份俄國地圖，上面將唐努烏拉山列為中俄邊界。 這些情況引起清廷的憂慮。然而在 19 世紀下半葉，清政府深陷國內問題，無暇處理此事。邊境地區的地方官員只能盡力自行應付俄國人，但缺乏經費與兵力。烏里雅蘇台的將軍們提出軟弱的抗議與沒有結果的調查。 到 1909 年，有記錄顯示已有 9,000 名俄國人定居在唐努烏梁海。
到 20 世紀初，烏梁海的經濟已嚴重衰退，導致當地貧困加劇。造成衰退的原因多種多樣：毛皮動物數量減少（很可能是烏梁海人與俄國人過度獵捕的結果）；由於出口西伯利亞的市場需求，牲畜數量下降；以及週期性的自然災害（特別是旱災與瘟疫）進一步削減了牲畜數量。根據清朝政策，漢族商人不得進入烏梁海。與蒙古等其他邊疆地區不同，這項禁令在此地確實得到了執行。1902 年，漢族商人被允許越界，以打破俄國人在烏梁海經濟上的壟斷。到 1910 年，已有大約 30 家商號在烏里雅蘇台經營，全部為漢人公司分號。由於更積極的銷售策略、更寬鬆的信貸條件，以及價格更低、受歡迎的商品，漢商很快就像在蒙古一樣掌握了商業主導地位。不久，烏梁海的平民與王公貴族都積欠漢商大量債務。

## 烏梁海独立与俄罗斯吞并
1911年，中國辛亥革命后，外蒙古宣佈12月1日独立，四天後驅逐了清朝駐紮大臣。12 月下半月，烏梁海的各支隊伍開始搶掠並焚燒漢商店舖。
烏梁海的貴族在政治前途上意見分歧。1912年2月，唐努旗副都统贡布多尔济宣布属下三旗独立建立烏梁海共和國，希望俄國反過來任命他為烏梁海的總督，并请求俄羅斯帝國出兵保护。而另外两旗的王公希望加入哲布尊丹巴的大蒙古国，接受庫倫哲布尊丹巴呼圖克圖的神權統治，也有貴族希望建立一個獨立國家。 貢布多爾濟並未退縮，他向烏辛斯克的邊防監督呈交請願書，聲稱自己已被選為獨立的唐努烏梁海國的領袖，並要求俄國提供保護，立即派兵進入該地，以防中國恢復統治。但沒有得到答覆，因為三個月前，沙俄部長會議已決定採取鼓勵俄國殖民、逐步謹慎併吞烏梁海的政策，擔心貿然行動會刺激中國。
然而，這一立場隨後改變，原因包括：對烏梁海境內俄國人生命財產安全的關切、俄國商界要求採取更積極行動的壓力，以及 1913 年秋天兩個烏梁海旗的請願，要求併入俄國。其他旗隨後也紛紛效仿。1914 年 4 月，唐努烏梁海正式成為俄國的保護國。
1914年7月，俄國出兵将烏梁海共和國划归叶尼塞省乌梁海边疆区，并委派了事务专员管理当地。俄国殖民者在建立乌梁海边疆区后开始建设如今的图瓦首都别洛察尔斯克（直译：「白沙皇城」），事务专员驻扎于此；1915年又宣布俄国的民法、刑法及各类法典均适用于唐努乌梁海地区。
1915年中俄蒙協約簽署。蒙古取消獨立，俄羅斯承認中華民國對蒙古的宗主權。中國政府開始尋求將烏梁海納入版圖。1916年，克穆齐克旗总管巴彦巴达尔呼派代表向中国驻乌城佐理专员交涉。同時蒙古博格多汗政府照会俄羅斯驻库伦总领事,要求俄国将乌梁海交給蒙古。親俄派阿格旺喇嘛在索拉马河边被殺。1916年12月28日，第一次世界大戰期間，中華民國政府決定由烏里雅蘇臺佐理專員兼管唐努烏梁海事務。

## 俄罗斯内战、中国军队重新进入
二月革命后，俄罗斯临时政府继承帝国时期的立场，拒绝承认中国对乌梁海的声索。俄國内戰爆發後，1918年3月，布尔什维克在乌梁海的俄裔人口中短暂建立了政权，并没收富有俄人的财产均分。同时布尔什维克与乌梁海各旗代表订立《脱离保护条约》。7月，白军卷土重来，图瓦大部分地区于1918年7月5日至1919年7月15日被亚历山大·高尔察克的白军占领。
1918年，中国政府乌里雅苏台佐理专员公署秘书长孟榘进入乌梁海调查。北京政府任命驻库大员公署秘书长严式超为调查员、驻库大员公署秘书黄成婷为宣慰员，蒙古自治政府派遣贝子朝克图瓦齐尔为驻乌梁海大官,分头率兵前赴乌梁海。中国军队进驻唐努旗总管驻地萨穆噶勒。秋天，北洋政府任命嚴式超出任唐努烏梁海佐理專員，中国政府军在严率领下联合马克思尔扎布率领的外蒙古军队攻占了图瓦南部。
1919年，中国军队在加大遭到俄军袭击。蒙古自治政府改派玛克苏尔札布为驻乌梁海大官,并增兵唐努乌梁海。克旗人起兵反俄，中国军队进入克穆齐克、唐努、萨拉吉克、托锦四旗。苏俄红军在克木必齐尔等地打败白军,随后退出乌梁海。中國軍隊佔領外蒙古及唐努烏梁海地區后，中国亦宣布外蒙古“取消自治”，并宣布唐努乌梁海全境处于中国中央政府任命的官吏的直接管辖之下。1919年冬，中国驻唐努乌梁海地方长官曾与蘇維埃俄國代表就该地主权问题举行过会晤，但双方对立，会晤未取得成果。
在1919年7月和1920年2月间，红军控制图瓦，在俄国侨民中成立了苏维埃政权。由于共产主义革命与反沙皇运动，首都1918年改名肯木毕齐尔（直译：「河流汇合处」，又译“克木毕齐尔”）。1919年8月底，红军舍秋金和克拉夫琴科率领的部队，与白军上尉博洛戈夫率领的高尔查克部队，在图瓦首都爆发激烈战斗，最终城市几乎被完全烧毁。
1920年，唐努乌梁海大喇嘛达克丹作为外蒙古代表之一,前往北京进行商订善后条件的谈判。中国政府决定设立“唐努乌梁海参赞”,并任命黄成婷为首任参赞。同时俄国白军恩琴部在应博克多汗邀请，重新进入库伦，扶持蒙古再次独立，驱赶当地中国北洋军。1921年3月，占据库伦的恩琴軍隊残部進入唐努乌梁海，大部分中国官员和驻军被殺。

## 圖瓦人民共和國

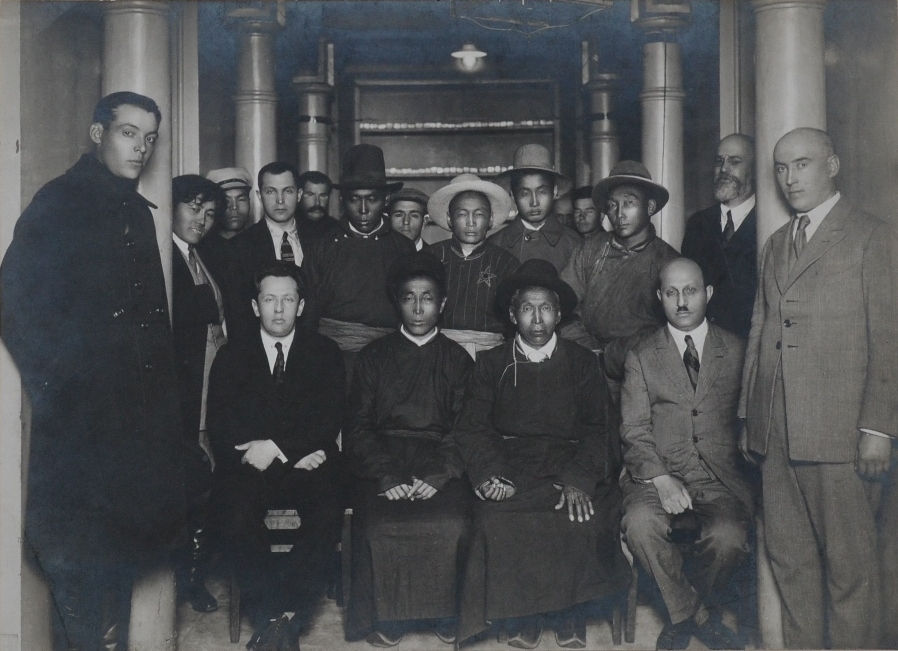
1925年6月图瓦第一个官方代表团抵达莫斯科，签署《唐努-图瓦与苏联友好合作条约》

1921年7月，苏俄红军以「支援东方被压迫人民解放斗争」的名义，入侵唐努乌梁海地区，意圖消滅白俄殘餘勢力，并最终将其击败。蒙库什·布扬-巴德尔戈作為圖瓦政治的核心人物，於1921年8月主持全圖瓦立憲會議。8月16日，在布尔什维克支持下，图瓦呼拉尔宣布成立“唐努图瓦人民共和国”。宪法、国旗、国徽相继制定，并确立了黄金储备、国家预算，以及在苏联和蒙古人民共和国的全权代表机构。首府克木必齐尔再次被更名为克孜勒（Кызыл，图瓦语中意为「紅色」）。图瓦人民共和国的执政党是图瓦人民革命党。
圖瓦人民共和國總理栋杜·库乌拉上任后，定佛教為國教、設法限制來自蘇聯的移居者，並且與蒙古人民共和國建立聯絡。9月9日，苏俄外交人民委员契切林在致乌梁海人民书中宣布：“苏维埃俄国不把这块领土视为自己的领土，而把它的自决与蒙古的解放运动联系在一起”，实际上是承认了唐努乌梁海的独立。
1922年，唐努图瓦人民共和国设立财政部。唐努图瓦人民共和国于1924年获苏联承认。1924年，圖瓦人民共和國政府成立模仿苏联的正規軍圖瓦阿拉特（人民）紅軍。1924年春，一些领主和喇嘛发动反抗当局的起义，宣布图瓦并入蒙古，当年夏天被苏联军队和图瓦红军镇压。同年,蒙古对图瓦提出权利要求。苏联起初明确地予以拒绝。蒙古再次提出要求,并请求组织一个俄蒙委员会来处理唐努图瓦问题。苏联遂与蒙古当局谈判,对唐努图瓦与蒙古在库苏古尔湖以西的边界作了小幅度的调整。
1926年，苏联、蒙古人民共和国和图瓦人民共和国三方代表召开会议，获蒙古人民共和国承认，东部库苏古尔湖附近仍属蒙古。但圖瓦人民共和國未获中国及世界大多数国家承认，这些国家认为图瓦是中国的一部分。在苏联的促使下，1926年8月,唐努图瓦与蒙古签订“友好条约”，彼此承认独立。该约以1921年的苏蒙条约为范本。
自1926年10月起，改国名为“图瓦人民共和国”，并通过新宪法，确认了“土地公有”等原则。宪法的序言和句法结构与1918年7月的苏俄宪法、1924年11月的蒙古人民共和国宪法几乎完全相同。首都改名为克孜勒，是图瓦语中「紅色」之意。
1928年召开的图瓦人民革命党第七次代表大会授权中央委员会在全图瓦建立党的基层组织和革命青年团的支部。一支按照苏联军队模式建立的军队,在1929年达到1600人,苏联人在军中充当教官和政治指导员。由於栋杜對蘇聯的抵制，在蘇聯支持下1929年圖瓦爆發政變，親蘇派奪取權力。栋杜被拘捕和處死，布扬-巴德尔戈等人被捕。
1930年四五月间,图瓦人民革命党宣布武力镇压“图瓦贵族和俄侨富农企图推翻政府的反革命事件”。人民革命党中央委员会通过决议,没收“剥削阶级的财产”。新的图瓦政府在党内进行了多次清洗，并在图瓦这个传统的牧牛地区推行農業集体化政策。在斯大林的鼓动下，新政府还试图摧毁国内的佛教和萨满教：1929年，图瓦境内有25座寺庙、约4000名宗教人士，而到了1931年，图瓦仅存1座寺庙、约750名宗教人士。然而在图瓦消灭畜牧业则显得困难：1931年的人口普查显示，82%的图瓦人仍从事畜牧业。到1931年年中,集体牧场达到166个。这种仿效苏联集体农庄而建立的集体经济组织引起群众不满,不久宣布解散,小规模的私有农牧业经济被允许继续存在。
1932年，萨尔查克·托卡成为图瓦人民共和国最高领导人。托卡领导了图瓦的苏维埃化进程，开展“反封建革命”，将图瓦语从传统文字和拉丁字母改为采用西里尔字母，并模仿斯大林制造个人崇拜。前圖瓦最高領導人布扬-巴德尔戈未經審判遭處決。
1931年后，与原库苏古尔诺尔旗混居的东部九佐领之地划归蒙古人民共和国的库苏古尔省。1932年，蒙古人民共和国将唐努-乌拉山脉以南由图瓦人居住的领土划归图瓦，这些地区即今日的蒙贡-泰加区、奥维尔区、特斯-赫姆区和埃尔津区。一些历史学家认为，图瓦与蒙古人民共和国签署边界协议是在苏联压力下完成的。
1932年,当局效法苏联开始实行第一个五年计划。1934年，圖瓦紅軍更名為圖瓦人民革命軍。1936年，总理萨特·楚密特-达吉批准在圖瓦重新開放四座先前關閉的佛教寺廟。图瓦人民共和国举行成立15周年庆祝典礼中，仅有苏联一国派遣代表前往“致贺”。
1937年至1938年，图瓦发生了与苏联大清洗類似的大規模政治镇压。大量的共和國領導人被槍決或監禁，特別是共和國總理萨特·楚密特-达吉和小呼拉尔主席团主席阿迪哥-图鲁什·赫姆奇克-奥勒（Adyg-Tyulyush Khemchik-ool）等国家领导人被以“反革命分子”和「日本間諜」的罪名被處決。柯特克·安吉玛负责特别法庭对这些指控进行调查，一致认定所有九名被告都有罪，并判处他们死刑，此案在圖瓦歷史上被稱為「九人案」。达吉此前一直反对激进的共产主义改造，例如反对破坏图瓦经济的基础畜牧业，反对暴力集體化和複製蘇聯社會主義建設經驗，反对破壞和摧毀寺廟。
40年代初,随着私有农牧的重新发展，克穆齐克地区4200户人家拥有家畜48.8万头, 每户平均116头,有的牧民家庭的牲畜甚至达到二三百头。1940年4月，柯特克·安吉玛成为图瓦人民共和国国家元首（小呼拉尔主席团的主席），成为现代第一位非世袭的女性国家元首。同年，柯特克·安吉玛與图瓦人民革命党秘书长萨尔查克·托卡結婚，並成為此後繼續把持圖瓦政治的家族。

### 二戰中的圖瓦
1941年，蘇德戰爭爆發后，圖瓦人民共和國在蘇聯影響下參戰。6月22日，第十届大呼拉尔会议通过了一份宣言宣布：
图瓦人民在全体革命党和政府的领导下，不惜生命，准备以全部力量和手段参与苏联反对法西斯侵略者的斗争，直到取得最后胜利。
6月25日，图瓦人民共和国向德国宣战，并承诺向苏联提供援助。共和国的黄金储备（约3000万卢布）被移交莫斯科。自1941年6月至1944年10月，图瓦为红军提供了5万匹马、5.2万副滑雪板、1.2万件皮短大衣、1.5万双毛毡靴、7万吨羊毛、数百吨肉类，以及马车、雪橇、挽具等其他物资，总价值约6650万卢布。
1942年，苏联政府批准接收来自图瓦的志愿者参军。在此之前，红军已对讲俄语的公民进行了征兵动员。第一批志愿者于1943年5月加入红军，被编入第25独立坦克团（1944年2月起隶属第2乌克兰方面军第52集团军），参加了在乌克兰、摩尔达维亚、罗马尼亚、匈牙利和捷克斯洛伐克的战斗。1943年9月，第二批志愿者（206人）被编入第8骑兵师，并参与了乌克兰西部对德军后方的突袭。
整个战争期间，来自图瓦人民共和国和苏维埃图瓦的服役人员在红军中总计约8000人。在战争期间，图瓦越加亲近莫斯科，图瓦的社会和经济实践更加俄罗斯化，几乎所有反对斯大林主义政策的人也都被铲除。

## 蘇聯統治

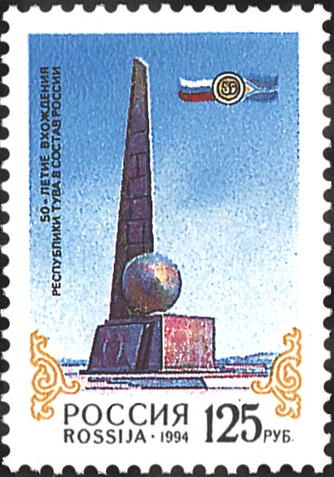
俄罗斯邮票，1994年图瓦共和国并入俄罗斯50周年纪念

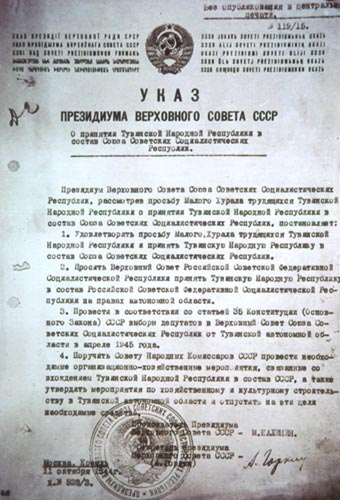
1944年10月11日《接纳图瓦人民共和国加入苏联的法令》

1944年，萨尔查克·托卡和柯特克·安吉玛-托卡策划了请愿书，要求图瓦人民共和国合并成为苏联的一个组成国。1944年8月17日，图瓦人民共和国第七届小呼拉尔会议通过了关于加入苏联的宣言，并向苏联最高苏维埃递交申请，以俄罗斯苏维埃联邦社会主义共和国自治州的身份接纳图瓦人民共和国加入苏联。
1944年10月11日，苏联最高苏维埃主席团同意这一请求，并建议俄罗斯最高苏维埃以自治州身份接纳图瓦人民共和国。10月14日，俄罗斯苏维埃联邦社会主义共和国最高苏维埃主席团颁布《关于接纳图瓦人民共和国加入俄罗斯苏维埃联邦社会主义共和国的法令》，接纳图瓦人民共和国为圖瓦自治州。托卡成为聯共（布）圖瓦地區委員會第一書記，並继续領導圖瓦的苏共黨組織直至去世。蘇聯當時對此事秘而不宣，官方未發表聲明，塔斯社也沒有報導。直到第二次世界大戰結束以後，蘇聯兼并唐努烏梁海才為世人所知。
1961年10月10日，图瓦自治州改名为图瓦苏维埃社会主义自治共和国。1961年12月17日，举行了第一届图瓦自治苏维埃社会主义共和国最高苏维埃选举。
1964年，俄羅斯蘇維埃聯邦社會主義共和國最高法院刑事庭作出裁決，認定對1938年大清洗中的「九人案」受害者等人的指控毫無根據。九人被平反。1973年，统治图瓦长达41年的蘇联共产党圖瓦委員會第一書記萨尔查克·托卡去世。書記職務由由弗拉基米尔·谢里亚科夫短暫代理，並由格里戈里·乔杜耶维奇·希尔申繼任，直到蘇聯解體。
1978年，图瓦自治苏维埃社会主义共和国自加入苏联以来首次通过了宪法。
1990年，图瓦自治共和国民族关系急剧恶化，爆發圖瓦族針對俄羅斯族的騷亂和冲突。當年春夏，发生了霍武-阿克西、埃列格斯特和苏特-霍勒的冲突，导致大量讲俄语人口外迁（1990年约15,000人），主要来自共和国中族群最为混杂的地区——克孜勒市、坦丁区霍武-阿克西镇以及卡-赫姆和克孜勒区的村庄。当地暴力频发，住宅被焚，安全无法保障。多数俄裔不懂当地语言，失业与贫困加剧民族矛盾。居民生活恐慌，专家流失严重，经济受影响，局势持续恶化。另一个促使非主体民族人口外迁的因素是，1980年代末之前，俄罗斯人在“高端”行业和“纯粹”劳动力岗位中占比很高，但后来这些岗位成为主体民族的竞争目标。矛盾的根源在于多项政策偏向少数的俄罗斯族人口，而使得土著居民被边缘化，例如强制牧民子女进入俄語寄宿学校的政策。
1990年2月，圖瓦民主運動由卡迪爾-奧爾·比切爾代伊（克孜勒大學的語言學家，后来担任图瓦大呼拉尔主席）創立。該政黨旨在提供急需的就業與住房，同時提升圖瓦語與文化的地位。
受蘇聯解體前夕的主权游行影響，1990年12月12日，图瓦自治苏维埃社会主义共和国最高苏维埃通过了《苏维埃图瓦共和国国家主权宣言》。1990年的图瓦蘇維埃选举是图瓦并入苏联以来第一次由图瓦族同时担任行政体系中三个最高职位（蘇共共和國委員會第一書記、最高蘇維埃主席團主席、部長會議主席）。
1991年俄罗斯总统选举中，图瓦是少数几个在投票中压倒性支持蘇聯共產黨保守派候选人雷日科夫的自治苏维埃共和国之一，雷日科夫获得了65%的选票，而無黨籍的改革派叶利钦仅获15%。
1991年5月24日，俄罗斯苏维埃联邦社会主义共和国人民代表大会通过修正案，将图瓦自治苏维埃社会主义共和国改为图瓦苏维埃社会主义共和国，修改了俄罗斯宪法第71条。然而，剥夺图瓦自治共和国地位违反了苏联宪法第85条。由青年领袖与知识分子组成的民主力量联盟于8月27日发起绝食抗议，要求共和国领导层辞职。

## 當代

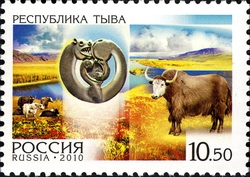
图瓦主题的俄罗斯邮票

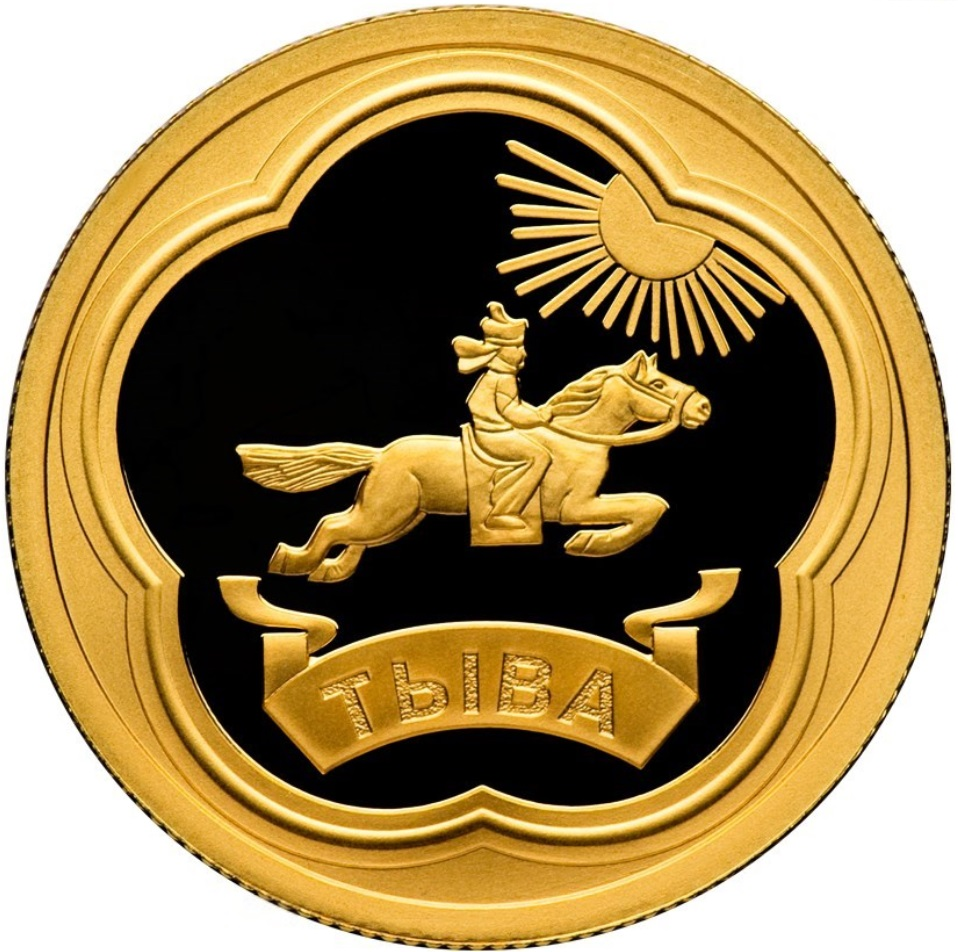
俄罗斯银行纪念币 (2014)

苏联八一九政变后，1991年8月28日，议会召开会议，当时的最高苏维埃主席奇米特-多尔久·翁达尔辞职，共产党的全部财产被政府接管。此举导致图瓦自治苏维埃社会主义共和国的解体。图瓦自治苏维埃社会主义共和国最高苏维埃将其更名为“图瓦共和国”。这一名称被载入1992年4月21日修订的俄罗斯宪法。1991年12月，设立了图瓦总统职务，兼任图瓦共和国政府首脑。1991年底，蘇聯解體。
1992年3月31日，图瓦签署协议，加入俄罗斯联邦。1993年10月22日，該共和國起草了新憲法，批准了带有新名称“图瓦共和国”的共和国宪法版本（两个月后生效的俄罗斯联邦宪法中亦确认了“图瓦共和国”的名称），設立了一個由 32 名成員組成的議會（最高呼拉爾）以及一個圖瓦大呼拉爾，後者負責外交政策及憲法的任何可能修改，並確保圖瓦法律優先於其他法律。憲法還規定，如果圖瓦尋求獨立，可以舉行公投。該憲法於 1993 年 12 月 12 日的公投中獲得 53.9%（或根據其他來源為 62.2%）圖瓦人的支持而通過。图瓦宪法在14个重要方面与俄罗斯联邦基本法存在冲突，包括自主决定战争与和平的问题、共和国公民身份、司法系统构造及检察监督等。
1992年9月，第十四世達賴喇嘛訪問圖瓦，成爲首位訪問圖瓦的達賴喇嘛。1994年，通过受害者后代的努力，紀念圖瓦大清洗的图瓦政治压迫史博物馆在克孜勒成立。1994年10月，苏联解体后推动转型正义的组织纪念在克孜勒机场附近发现了一处大清洗时期的万人坑。遗体被挖出并重新埋葬。
现行的2001年共和国宪法中，“图瓦共和国”和“图瓦”两个名称具有同等效力。2001年5月6日通过的宪法未提及主权问题，但将俄语和图瓦语的权利平等化。该宪法还废除了共和国总统职务，地区领导人改为由俄罗斯总统任命的政府主席。
蘇共解散后，新成立的俄羅斯聯邦共產黨于2002年4月在圖瓦共和國成立支部，并成爲繼統一俄羅斯之後的第二大黨。
2002年，俄羅斯政府拒絕了達賴喇嘛訪問圖瓦、布里亞特等以藏傳佛教爲主的自治共和國。
2006年，地区议会13名议员联名致信俄罗斯总统，要求罢免共和国领导人舍里格-奥尔·奥尔扎克。俄罗斯总统未作回应，九名联名议员被统一俄罗斯党开除，理由是其行为导致党内分裂和地区局势不稳。2007年春，俄罗斯总统提名绍尔班·卡拉-奥尔为地区领导人候选人，引发奥尔扎克支持者强烈但未果的反对。
2007年，在圖瓦獨立和制定憲法中做出主導貢獻的布扬-巴德尔戈完全恢復名譽（在共產時期被殺），并被部分人士稱爲“國父”。
2009年11月，俄罗斯总统梅德韦杰夫批评地区议会人数过多，并以图瓦为例。同年4月，梅德韦杰夫还指出图瓦宪法与俄罗斯联邦基本法存在矛盾。2010年4月12日，图瓦举行公投，将宪法与俄罗斯联邦宪法对齐。投票率为83.84%，其中多地达到90%，赞成率95.36%。2010年公投对图瓦现行宪法的143条中31条进行了修正，特别是完全删除了关于地方公民身份的条款。
2011年，图瓦当局通过新国歌《我是图瓦人》，被部分俄罗斯民族主义者批评为鼓励分离主义。
2012年，藏人行政中央代表團訪問克孜勒，並會見當地官員與藏傳佛教、東正教領袖。
2016年，图瓦部分俄罗斯族人士成立组织，对当地俄族人口的持续下降表示担忧。
2022年俄罗斯全面入侵乌克兰后，随着进行局部军事动员，圖瓦和其他俄罗斯远东地区爆发了反战和反动员抗议活动，一些婦女在共和國首府克孜勒抗議，20人被捕。蒙古国前总统查希亚金·额勒贝格道尔吉抗议使用图瓦人等蒙系少数民族作为炮灰，并邀请他们到蒙古定居。据报道，俄烏戰爭中图瓦族在俄罗斯军队中的伤亡率异常地高。一些图瓦人士则开始推动“新图瓦”等反战运动，帮助军人拒绝参战，取消服役合同，提供物质和法律援助，安排逃避兵役者去蒙古或哈萨克斯坦，并呼吁图瓦进行民族自决和“去殖民化”，俄罗斯当局往往将这些活动定性为“极端主义”和“分离主义”。